# Église évangélique luthérienne libre de Norvège

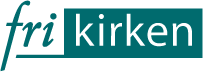
Église évangélique luthérienne libre (Logo)

Den Evangelisk Lutherske Frikirke (Frikirken - Église évangélique luthérienne libre de Norvège) est une église luthérienne de Norvège fondée en 1877, indépendante de l'Église de Norvège. Elle est membre elle aussi de la Fédération luthérienne mondiale et rassemble plus de 20 000 fidèles dans 80 paroisses.